# Skąpe (województwo lubuskie)
Skąpe (niem. Skampe) – wieś w Polsce położona w województwie lubuskim, w powiecie świebodzińskim, w gminie Skąpe.
W latach 1975–1998 miejscowość położona była w województwie zielonogórskim.
Miejscowość jest siedzibą gminy Skąpe. Wieś jest położona nad drogą wojewódzką nr 276 i drogą wojewódzką nr 277. 
Wkraczające w 1945 oddziały radzieckie dopuściły się zbrodni wojennej, wieszając 3 żołnierzy Volkssturmu i mordując ciężarną kobietę, której rozcięto brzuch, z którego wyrwano płód i wypełniono śmieciami i słomą.

## Zabytki
- Kościół neogotycki, pod wezwaniem Narodzenia NMP z XIX wieku[4]